# بی-سور-اوبه
بی-سور-اوبه (به فرانسوی: Bay-sur-Aube) یک کمون (فرانسه) در فرانسه است که در Canton of Auberive واقع شده‌است. بی-سور-اوبه ۹٫۷۵ کیلومتر مربع مساحت دارد ۳۲۰ متر بالاتر از سطح دریا واقع شده‌است.